# لكوانين (سيدي أتيجي)
لكوانين هي إحدى مشيخات المملكة المغربية، تتبع جغرافيا لإقليم آسفي وإداريًا لسيدي أتيجي. يقدر عدد سكانها بـ 6365 نسمة حسب الإحصاء الرسمي للسكان والسكنى لسنة 2004.